# 진량중학교
진량중학교(珍良中學校)는 대한민국 경상북도 경산시 진량읍 신상리에 있는 사립 중학교이다.

## 학교 연혁
- 1952년 3월 1일 : 진량중학교 설립
- 1952년 9월 17일 : 진량중학교 개원
- 1954년 2월 20일 : 재단법인 진량의숙 설립 인가, 초대 김무생 법인 이사장 취임
- 1954년 10월 2일 : 진량중학교 인가(6학급) 초대 교장 김문조 취임
- 1980년 3월 1일 : 중·고등학교 분리 운영
- 1985년 2월 10일 : 산업체 특별학급생 마지막 졸업
- 1994년 12월 26일 : 본관 신축 준공(12교실)
- 1996년 12월 5일 : 강당 2층 확장 준공
- 2001년 2월 13일 : 다목적 교실 준공
- 2005년 4월 30일 : 생활관 준공
- 2015년 7월 23일 : 법인 이사장 임봉노 취임
- 2024년 1월 9일 : 제71회 졸업생 배출(졸업생 누계 13,266명)
- 2024년 3월 1일 : 제13대 교장 신종훈 취임

## 참고 자료
- 진량중학교 - 한국교육학술정보원 학교알리미